# Clifton Miheso
Clifton Miheso Ayisi (ur. 5 lutego 1993 w Kakamedze) – kenijski piłkarz grający na pozycji lewego pomocnika. Od 2021 jest zawodnikiem klubu Kenya Police FC.

## Kariera klubowa
Swoją karierę piłkarską Miheso rozpoczął w klubie Thika United FC. W sezonie 2011 zadebiutował w jego barwach w pierwszej lidze kenijskiej. Grał w nim do 2013 roku. W 2014 roku występował w klubie Sofapaka FC, z którym został wicemistrzem Kenii oraz zdobył Puchar Kenii. W 2015 roku grał w fińskim Vaasan Palloseura, a w 2016 w AFC Leopards. W sezonie 2016/2017 był zawodnikiem południowoafrykańskiego Lamontville Golden Arrows FC, a w latach 2017-2018 - zambijskiego Buildcon FC. W 2019 grał w portugalskim trzecioligowym Clube Olímpico do Montijo. W latach 2019–2021 był piłkarzem Gor Mahia. W sezonie 2019/2020 wywalczył z nim mistrzostwo Kenii, a w 2021 zdobył Puchar Kenii. W 2021 przeszedł do Kenya Police FC.

## Kariera reprezentacyjna
W reprezentacji Kenii Miheso zadebiutował 27 lutego 2012 w przegranym 0:5 towarzyskim meczu z Tanzanią, rozegranym w Dosze.